# Saint Lucias fotbollsförbund
Saint Lucias fotbollsförbund, officiellt Saint Lucia Football Association, är ett specialidrottsförbund som organiserar fotbollen på Saint Lucia.
Förbundet grundades 1979 och gick med i Concacaf 1986. De anslöt sig till Fifa år 1988. Saint Lucias fotbollsförbund har sitt huvudkontor i staden Castries.